# Brucheiser penai
Brucheiser penai är en insektsart som beskrevs av Edgar F. Riek 1975. Brucheiser penai ingår i släktet Brucheiser och familjen vaxsländor. Inga underarter finns listade i Catalogue of Life.